# Ivan Clementi
Ivan Clementi (Montegiorgio, 18 de enero de 1975) es un expiloto de motociclismo italiano, que compitió en el Campeonato del Mundo de Motociclismo entre 1998 y 2000. Posteriormente, compitió en el Campeonato Mundial de Superbikes entre 2002 y 2006.

### Campeonato Mundial de Motociclismo
(Carreras en negrita indica pole position, carreras en cursiva Vuelta rápida)
| Año  | Clase | Moto    | 1       | 2       | 3       | 4       | 5       | 6      | 7       | 8       | 9       | 10     | 11      | 12    | 13     | 14     | 15    | 16     | Pts. | Pos. |
| ---- | ----- | ------- | ------- | ------- | ------- | ------- | ------- | ------ | ------- | ------- | ------- | ------ | ------- | ----- | ------ | ------ | ----- | ------ | ---- | ---- |
| 1998 | 250cc | Yamaha  | JAP -   | MAL -   | ESP -   | ITA -   | FRA -   | MAD 11 | NED 14  | GBR Ret | ALE Ret | CZE -  | IMO -   | CAT - | AUS -  | ARG -  |       |        | 7    | 28.º |
| 1999 | 250cc | Aprilia | MAL -   | JAP -   | ESP -   | FRA -   | ITA Ret | CAT -  | NED -   | GBR -   | ALE -   | CZE -  | IMO Ret | VAL - | AUS -  | RSA -  | RIO - | ARG -  | 0    | -    |
| 2000 | 250cc | Aprilia | RSA Ret | MAL Ret | JAP Ret | ESP Ret | FRA 19  | ITA 10 | CAT Ret | NED 23  | GBR Ret | ALE 16 | CZE 17  | POR 8 | VAL 21 | RIO 13 | PAC - | AUS 16 | 17   | 21.º |

### Campeonato Mundial de Superbikes

#### Carreras por temporada
| Año  | Moto     | 1       | 1       | 2       | 2       | 3       | 3       | 4       | 4       | 5       | 5       | 6       | 6       | 7       | 7       | 8       | 8       | 9       | 9       | 10      | 10      | 11      | 11      | 12      | 12      | 13     | 13     | Pts. | Pos. |
| Año  | Moto     | R1      | R2      | R1      | R2      | R1      | R2      | R1      | R2      | R1      | R2      | R1      | R2      | R1      | R2      | R1      | R2      | R1      | R2      | R1      | R2      | R1      | R2      | R1      | R2      | R1     | R2     | Pts. | Pos. |
| ---- | -------- | ------- | ------- | ------- | ------- | ------- | ------- | ------- | ------- | ------- | ------- | ------- | ------- | ------- | ------- | ------- | ------- | ------- | ------- | ------- | ------- | ------- | ------- | ------- | ------- | ------ | ------ | ---- | ---- |
| 2002 | Kawasaki | ESP 18  | ESP 13  | AUS Ret | AUS 15  | RSA DNQ | RSA DNQ | JAP 18  | JAP 19  | ITA 17  | ITA 14  | GBR Ret | GBR 18  | ALE 18  | ALE Ret | RSM 17  | RSM Ret | USA Ret | USA 21  | BHA Ret | BHA 21  | OSC Ret | OSC 13  | NED Ret | NED 14  | IMO 18 | IMO 16 | 11   | 31.º |
| 2003 | Kawasaki | ESP 11  | ESP 14  | AUS 11  | AUS 11  | JAP Ret | JAP 8   | ITA Ret | ITA Ret | ALE Ret | ALE 13  | GBR 14  | GBR 16  | RSM 10  | RSM 13  | USA Ret | USA Ret | BHA 13  | BHA 13  | NED 8   | NED 7   | IMO 9   | IMO Ret | FRA Ret | FRA 9   |        |        | 76   | 14.º |
| 2004 | Kawasaki | ESP Ret | ESP 14  | AUS 11  | AUS 9   | RSM 12  | RSM Ret | ITA 11  | ITA 10  | ALE 11  | ALE 9   | GBR 10  | GBR 10  | USA Ret | USA 10  | BHA 14  | BHA 11  | NED Ret | NED 9   | ITA 11  | ITA 9   | FRA Ret | FRA Ret |         |         |        |        | 85   | 12.º |
| 2005 | Kawasaki | QAT Ret | QAT Ret | AUS 13  | AUS Ret | ESP 11  | ESP 13  | ITA 15  | ITA 15  |         |         |         |         |         |         |         |         |         |         |         |         |         |         |         |         |        |        | 20   | 21.º |
| 2005 | Ducati   |         |         |         |         |         |         |         |         | EUR Ret | EUR 12  | RSM 15  | RSM Ret | CZE Ret | CZE 13  | BHA 19  | BHA Ret | NED 11  | NED Ret | ALE Ret | ALE Ret | IMO Ret | IMO C   | FRA 17  | FRA Ret |        |        | 20   | 21.º |
| 2006 | Ducati   | QAT Ret | QAT 19  | AUS 19  | AUS 17  | ESP Ret | ESP Ret | ITA 15  | ITA Ret | EUR Ret | EUR Ret | RSM 17  | RSM 20  | CZE 15  | CZE Ret | GBR 21  | GBR Ret | NED 11  | NED 16  | ALE Ret | ALE 18  | IMO 13  | IMO Ret | FRA Ret | FRA Ret |        |        | 10   | 24.º |